# Carter Rowney
Carter Rowney (né le 10 mai 1989 à Grande Prairie dans la province d'Alberta au Canda) est un joueur professionnel canadien de hockey sur glace. Il évolue au poste d'ailier droit.

## Biographie
Carte Rowney commence le hockey avec l'équipe des Storm de Grande Prairie de la ligue de hockey junior de l'Alberta.
Non repêché, il fréquente l'université du Dakota du Nord où il obtient un diplôme en Management et Finance. Il joue de 2009 à 2013 dans l'équipe de hockey universitaire du Dakota du Nord appartenant à l'Association Collégiale de Hockey de l'Ouest.
Pour les saisons 2010-2011 et 2011-2012, Carter Rowney est nommé dans l'équipe académique (All-WCHA Academic Team). Le 18 septembre 2012, l'université suspend Rowney, ainsi que ses coéquipiers Andrew MacWilliam, Corban Knight et Danny Kristo pour le match d'ouverture de la saison 2012-2013 à cause d'une violation des règles du club durant une fête de l'équipe,.
Le 9 avril 2013, Carter Rowney signe un accord pour un essai amateur avec les Abbotsford Heat. Le 3 octobre 2013, il signe un contrat avec les Penguins de Wilkes-Barre/Scranton de la Ligue Américaine de Hockey (LAH). Il re-signe avec l'équipe le 24 juillet 2014 pour un contrat d'un an en LAH.
Le 9 mars 2016, après trois saisons avec les Penguins WBS et les Nailers de Wheeling, Carter Rowney signe son premier contrat en LNH pour une durée de deux ans avec les Penguins de Pittsburgh, au montant moyen annuel de 612 500 dollars.
Rowney fait ses débuts en LNH le 31 janvier 2017 dans un match contre les Predators de Nashville. Le 4 février, Rowney marque son premier point, avec une assistance pour Kris Letang contre les Blues de St Louis. Le 17 mars, il marque son premier but en LNH contre les Devils du New Jersey dans une victoire des Penguins 6-4.
Le 11 juin 2017, il gagne sa première coupe Stanley avec les Penguins de Pittsburgh.
La saison suivante, Carter Rowney se fracture la main le 21 octobre après avoir bloqué un tir contre les Lightning de Tampa Bay. Il revient dans l'effectif le 24 novembre, après avoir manqué 14 matchs. Il est à nouveau blessé le 2 janvier, souffrant d'une blessure au «haut du corps» contre les Flyers de Philadelphie. Il revient au jeu le 2 février, après avoir manqué 11 matchs.

## Vie personnelle
En août 2016, Rowney épouse Danielle Luetzen, une joueuse de volleyball du Dakota du Nord. Leur premier enfant, Anders, est née le 14 mai 2017, pendant les séries éliminatoires de la coupe Stanley. Suivant la tradition de nombreux joueurs, il fait posé son bébé dans la coupe lors de sa journée de célébration.

## Statistiques
| Saison     | Équipe                       | Ligue      |                   | Saison régulière  | Saison régulière  | Saison régulière  | Saison régulière  | Saison régulière  |                   | Séries éliminatoires | Séries éliminatoires | Séries éliminatoires | Séries éliminatoires | Séries éliminatoires |
| Saison     | Équipe                       | Ligue      | PJ                | B                 | A                 | Pts               | Pun               | PJ                | B                 | A                    | Pts                  | Pun                  |                      |                      |
| 2005-2006  | Storm de Grande Prairie      | AJHL       | 1                 | 0                 | 1                 | 1                 | 0                 | -                 | -                 | -                    | -                    | -                    |                      |                      |
| 2006-2007  | Storm de Grande Prairie      | AJHL       | 42                | 7                 | 12                | 19                | 28                | 6                 | 0                 | 0                    | 0                    | 2                    |                      |                      |
| 2007-2008  | Storm de Grande Prairie      | AJHL       | 52                | 16                | 15                | 31                | 47                | -                 | -                 | -                    | -                    | -                    |                      |                      |
| 2008-2009  | Storm de Grande Prairie      | AJHL       | 62                | 35                | 43                | 78                | 71                | 19                | 12                | 6                    | 18                   | 10                   |                      |                      |
| 2009-2010  | Université du Dakota du Nord | WCHA       | 39                | 1                 | 7                 | 8                 | 23                | -                 | -                 | -                    | -                    | -                    |                      |                      |
| 2010-2011  | Université du Dakota du Nord | WCHA       | 28                | 3                 | 2                 | 5                 | 14                | -                 | -                 | -                    | -                    | -                    |                      |                      |
| 2011-2012  | Université du Dakota du Nord | WCHA       | 42                | 18                | 15                | 33                | 18                | -                 | -                 | -                    | -                    | -                    |                      |                      |
| 2012-2013  | Université du Dakota du Nord | WCHA       | 41                | 10                | 17                | 27                | 10                | -                 | -                 | -                    | -                    | -                    |                      |                      |
| 2012-2013  | Heat d'Abbotsford            | LAH        | 4                 | 1                 | 0                 | 1                 | 0                 | -                 | -                 | -                    | -                    | -                    |                      |                      |
| 2013-2014  | Nailers de Wheeling          | ECHL       | 39                | 13                | 31                | 44                | 19                | -                 | -                 | -                    | -                    | -                    |                      |                      |
| 2013-2014  | Penguins de WBS              | LAH        | 24                | 2                 | 2                 | 4                 | 6                 | 7                 | 0                 | 2                    | 2                    | 2                    |                      |                      |
| 2014-2015  | Nailers de Wheeling          | ECHL       | 5                 | 1                 | 6                 | 7                 | 2                 | -                 | -                 | -                    | -                    | -                    |                      |                      |
| 2014-2015  | Penguins de WBS              | LAH        | 63                | 10                | 21                | 31                | 31                | 8                 | 2                 | 2                    | 4                    | 4                    |                      |                      |
| 2015-2016  | Penguins de WBS              | LAH        | 74                | 24                | 32                | 56                | 37                | 10                | 4                 | 8                    | 12                   | 6                    |                      |                      |
| 2016-2017  | Penguins de WBS              | LAH        | 26                | 10                | 11                | 21                | 15                | -                 | -                 | -                    | -                    | -                    |                      |                      |
| 2016-2017  | Penguins de Pittsburgh       | LNH        | 27                | 3                 | 4                 | 7                 | 4                 | 20                | 0                 | 3                    | 3                    | 4                    |                      |                      |
| 2017-2018  | Penguins de Pittsburgh       | LNH        | 44                | 2                 | 3                 | 5                 | 4                 | 3                 | 0                 | 0                    | 0                    | 0                    |                      |                      |
| 2018-2019  | Ducks d'Anaheim              | LNH        | 62                | 7                 | 13                | 20                | 12                | -                 | -                 | -                    | -                    | -                    |                      |                      |
| 2019-2020  | Ducks d'Anaheim              | LNH        | 71                | 8                 | 11                | 19                | 14                | -                 | -                 | -                    | -                    | -                    |                      |                      |
| 2020-2021  | Ducks d'Anaheim              | LNH        | 19                | 0                 | 6                 | 6                 | 2                 | -                 | -                 | -                    | -                    | -                    |                      |                      |
| 2021-2022  | Red Wings de Détroit         | LNH        | 26                | 4                 | 2                 | 6                 | 0                 | -                 | -                 | -                    | -                    | -                    |                      |                      |
| 2022-2023  | Löwen Frankfurt              | DEL        | 55                | 21                | 37                | 58                | 14                | 2                 | 0                 | 0                    | 0                    | 0                    |                      |                      |
| 2023-2024  | Löwen Frankfurt              | DEL        | Saison en cours ? | Saison en cours ? | Saison en cours ? | Saison en cours ? | Saison en cours ? | Saison en cours ? | Saison en cours ? | Saison en cours ?    | Saison en cours ?    | Saison en cours ?    |                      |                      |
| Totaux LNH | Totaux LNH                   | Totaux LNH | 249               | 24                | 39                | 63                | 36                | 23                | 0                 | 3                    | 3                    | 4                    |                      |                      |

## Trophées et honneurs personnels

### Ligue nationale de hockey
- 2016-2017 : vainqueur de la Coupe Stanley avec les Penguins de Pittsburgh